# The Tokyo Blues
The Tokyo Blues — студійний альбом американського джазового піаніста Гораса Сільвера, випущений у 1962 році лейблом Blue Note Records.

## Опис
Після серії концертів в Токіо наприкінці 1961 року зі своїм квінтетом, Горас Сільвер повернувся до США, натхнений японськими мелодіями, які він почув під час візиту, і написав чотири композиції, які він записав під час сесій 13 і 14 липня 1962 року разом з версією маловідомої балади Роннелла Брайта «Cherry Blossom». Записаний за участю свого звичного квінтету (Блу Мітчелл на трубі, Джуніор Кук на тенор-саксофоні, Джин Тейлор на контрабасі) з ударником Джо Гаррісом (на цьому сеті він зазначений як Джон Гарріс, мол.), який замінив хворого Роя Брукса).
На обкладинці платівки Сільвер зображений з Мако Ідеміцу (праворуч), донькою Садзо Ідеміцу, засновника нафтової компанії Idemitsu Kosan.

## Список композицій
1. «Too Much Sake» (Горас Сільвер) — 6:45
2. «Sayonara Blues» (Горас Сільвер) — 12:12
3. «The Tokyo Blues» (Горас Сільвер) — 7:39
4. «Cherry Blossom» (Роннелл Брайт) — 6:11
5. «Ah! So» (Горас Сільвер) — 7:05

## Учасники запису
- Горас Сільвер — фортепіано
- Блу Мітчелл — труба (1-3, 5)
- Джуніор Кук — тенор-саксофон (1-3, 5)
- Джин Тейлор — контрабас
- Джон Гарріс, мол. — ударні

Технічний персонал
- Альфред Лайон — продюсер
- Руді Ван Гелдер — інженер
- Рід Майлз — дизайн
- Френсіс Вульфф — фотографія
- Ацухіко Кавабата — текст